# Red Hot Rhythm & Blues
Red Hot Rhythm & Blues è un album in studio della cantante statunitense Diana Ross, pubblicato nel 1987.

## Tracce
Side A
1. Dirty Looks (US Album Mix) – 4:09 (Richard Scher, Lotti Golden)
2. Stranger in Paradise – 3:59 (John Capek, Amy Sky)
3. Summertime – 4:05 (Leonard Cohen, Sharon Robinson)
4. Shine – 3:31 (Mick Hucknall)
5. Tell Me Again – 3:14 (Wintley Phipps)

Side B
1. Selfish One – 3:23 (Carl Smith, Wilfred McKinley)
2. Cross My Heart – 4:11 (Sharon Robinson)
3. There Goes My Baby – 3:03 (Jerry Leiber, Mike Stoller, George Treadwell, Lover Patterson)
4. It's Hard for Me to Say – 4:46 (Luther Vandross)
5. Shockwaves – 3:49 (Diana Ross, Mark Cawley, Bill Wray)